# 乌孜别里山口
乌孜别里山口位于新疆克孜勒苏州阿克陶县木吉乡木吉村中国塔吉克斯坦边界界山萨雷阔勒岭的一座山口，海拔4,658米或15,282英尺。
乌孜别里在柯尔克孜语意为“马鞍”。该山口又被称作“黑孜尔牙克”，是红色条纹的意思。国外称或写为：
- Uzbel Pass
- Kyzyl-Dzhiik Pass
- Pereval Kyzyl-Dzhiik[5][6]
- Kizil Jik Dawan
- Kizöl-jiik Pass
- Qizil Jik Dāwan
- Utzupieli Pass

## 历史
历史上是来往塔里木盆地与中亚费尔干纳盆地商路中的一座山口。

## 地理
宽100米,中有小路通过。6—10月可通行。